# 청공소년
청공소년(한국어: 청공소년)(영어: Bz-Boys BlueZone Boys)은 2019년 06월 17일에 데뷔한 대한민국 크롬엔터테인먼트 소속의 3인조 보이 그룹이다.
그룹명 청공소년은 ‘푸른 공간의 소년들’이라는 뜻을 담고 있으며 젊은 공간에서 밝은 에너지를 대중들에게 전하고 싶다는 포부를 담고있다.
5인조 보이그룹 청공소년 (靑空少年)은 미성의 아름다운 보이스를 가진 Bon과 파워풀한 보이스의 하민과 승현, 파워풀한 하이톤의 랩핑을 구사하는 Double.D 그리고 기교 있고 중저음의 보이스랩퍼 태웅으로 구성된 그룹이다.
2017년 PRODUCE 101 시즌2의 출연 한 최태웅, 2019년 PRODUCE X 101에 참가한 이하민이 그룹에 소속되어 있었다.

## 구성원
| 이름   | 소개 |
| ------ | --- |
| Bon    | - 본명 : 최원호 - 생년월일 : 1993년 4월 26일(32세) - 출생지 : 대한민국 인천광역시 - 학력 : 용인대학교 (졸업) - 포지션 : 리더, 보컬    |
| 최태웅 | - 본명 : 최태웅 - 생년월일 : 1994년 1월 26일(31세) - 출생지 : 대한민국 부산광역시 - 학력 : 금성고등학교 (졸업) - 포지션 : 랩퍼        |
| 정승현 | - 본명 : 정승현 - 생년월일 : 1998년 12월 18일(26세) - 출생지 : 대한민국 대전광역시 - 학력 : 한국방송통신대학교 (휴학) - 포지션 : 보컬 |

## 음반 목록
| 연도                  | 정보 | 순위 | 판매량 |
| 연도                  | 정보 | KOR  | 판매량 |
| --------------------- | --- | ---- | ------ |
| 2019                  | - 앨범명: 靑空 - 발매일: 2019년 6월 17일 트랙리스트 1. Question 2. Question (Inst.)                                                       | -    | ?      |
| 2019                  | - 앨범명: BLUE - 발매일: 2019년 10월 27일 트랙리스트 1. YESSIR 2. Dangerous 3. YESSIR (Inst.) 4. Dangerous (Inst.)                        | -    | ?      |
| 2021                  | - 앨범명: CONTRAST - 발매일: 2021년 8월 12일 트랙리스트 1. Close Your Eyes 2. Burn It Up 3. Close Your Eyes (Inst.) 4. Burn It Up (Inst.) | -    | ?      |
| "—": 순위에 들지 못함 | |      |        |

## 활동

### 2019년
```
* 6월08일 - Tokyo 프로모션 투어
* 6월17일 - 앨범 <靑空> 
Title: Question
으로 데뷔
* 8월01일 - 
Arirang TV : Pops inSeoul

* 8월02일 - 
보따리 : 나는가사다 인터뷰

* 9월27일 - V.Live 
채널 오픈
[
깨진 링크
(
과거 내용 찾기
)
]
 / 9월30일 
첫 방송

* 10월14일 -  10월 27일 컴백 확정 
기사

* 10월21일 -  2nd single 'BLUE' Bon 티저 이미지 공개 
기사

* 10월22일 -  2nd single 'BLUE' 정승현 티저 이미지 공개 
기사

* 10월23일 -  2nd single 'BLUE' Double.D 티저 이미지 공개  
기사

* 10월24일 -  2nd single 'BLUE' 최태웅 티저 이미지 공개  
기사

* 10월25일 -  2nd single 'BLUE' 단체 티저 이미지 공개  
기사

* 10월26일 -  2nd single 'BLUE' 유닛 티저 이미지 공개  
기사

* 10월27일 -  2nd single 'BLUE' 앨범 발매  
기사

* 10월27일 -  2nd single 'BLUE' 타이틀 'YESSIR' MV 공개  
뮤직비디오

* 10월28일 - 
Arirang Radio : Super K-Pop

* 10월29일 - 
SBS MTV <더 쇼 The Show>
 첫방송
* 11월03일 - 첫 팬 사인회 / 장소: CTS아트홀
* 11월04일 - 아이돌라이브TV 26회 출연 
KT 올레TV 뮤지션 라이브 생방송 아라TV

* 11월10일 - 2nd Single 'BLUE' 발매 기념 팬 사인회 / 장소: 유플렉스 제이드홀
* 11월11일 - Arirang TV 심플리케이팝 / 사전녹화
* 11월12일 - SBS MTV <더 쇼 The Show>
* 11월22일 - Arirang TV 심플리케이팝
* 11월30일 - Tokyo 프로모션 투어 <YESSIR>
* 12월16일 - MBC 2020 설특집 
아이돌스타 선수권대회
 / 녹화
```

### 2020년
```
* 1월24일 - MBC 2020 설특집 
아이돌스타 선수권대회
 / 24~27일 방영
* 3월12일 - 
Official TikTok 계정 오픈

* 6월 17일 - 1주년 이벤트 (
스무디킹
 강남점, ~6/22)
* 7월 28일 - Bon, 태웅 온라인 사인회
* 7월 29일 - Double.d, 승현 온라인 사인회
* 9월 1일 - 
온라인 사인회
[
깨진 링크
(
과거 내용 찾기
)
]

* 9월 22일 - 청공소년 3차 온라인 사인회
* 10월 28일 - 
PRODUCE X 101
 출신 이하민 영입
```

### 2021년
```
* 7월 22일 - 
8월12일 컴백 공식 확정
[
깨진 링크
(
과거 내용 찾기
)
]

* 7월 31일 - 앨범 <CONTRAST> 타임 테이블 open
* 8월 1일 - 앨범 <CONTRAST> 앨범 커버 공개
* 8월 2일 - 태웅 <CONTRAST> 콘셉트 포토&
티저 영상
[
깨진 링크
(
과거 내용 찾기
)
]
 공개
* 8월 3일 - Doulbe.D <CONTRAST> 콘셉트 포토&
티저 영상
 공개
* 8월 4일 - Bon <CONTRAST> 콘셉트 포토&
티저 영상
[
깨진 링크
(
과거 내용 찾기
)
]
 공개
* 8월 5일 - 하민 <CONTRAST> 콘셉트 포토&
티저 영상
[
깨진 링크
(
과거 내용 찾기
)
]
 공개
* 8월 6일 - 승현 <CONTRAST> 콘셉트 포토&
티저 영상
[
깨진 링크
(
과거 내용 찾기
)
]
 공개
* 8월 7일 - 앨범 <CONTRAST> 단체 #1 콘셉트 포토 공개
* 8월 8일 - 앨범 <CONTRAST> 단체 #2 콘셉트 포토 공개
* 8월 9일 - 앨범 <CONTRAST> Track list 공개
* 8월 9일 - Arirang TV 
Simply K-Pop
 / 사전녹화
* 8월 10일 - 앨범 <CONTRAST> 하이라이트 메들리 공개
* 8월 11일 - 앨범 <CONTRAST> 
M/V Teaser
[
깨진 링크
(
과거 내용 찾기
)
]
 공개
* 8월 12일 - 앨범 <CONTRAST> 12:00PM M/V, 음원 발매
* 8월 13일 - 앨범 <CONTRAST> 응원법 공개
* 8월 13일 - KBS2 
뮤직뱅크

* 8월 16일 - 앨범 <CONTRAST> 퍼포먼스 M/V 공개
* 8월 17일 - 틱톡 #CYE챌린지 오픈
* 8월 18일 - MBC every1 
쇼챔피언
 
* 8월 20일 - Arirang TV 
Simply K-Pop

* 8월 20일 - KBS2 
뮤직뱅크

* 8월 22일 - SBS 
인기가요

* 8월 23일 - Arirang TV 
Simply K-Pop

* 8월 25일 - MBC every1 
쇼챔피언
 
* 8월 27일 - KBS2 
뮤직뱅크

* 8월 28일 - MBC 
쇼! 음악중심

* 8월 29일 - SBS 
인기가요

* 9월 1일 - MBC every1 
쇼챔피언
 
* 9월 2일 - Mnet 
엠 카운트다운
 
* 9월 3일 - KBS2 
뮤직뱅크

* 9월 5일 - SBS 
인기가요

* 10월 3일 - <CONTRAST> ONLINE LIVE&TALK EVENT
* 12월 7일 - <bubble with STARS> 버블 오픈
* 12월 18일 - <Resonance K-pop Online Dance Festival> guest 심사
* 12월 21일 - 2022년 1월 7일 컴백 확정 
기사

* 12월 31일 - 승현 <Rewind> 
티저 영상
 공개
* 12월 31일 - Double.D <Rewind> 
티저 영상
 공개
* 12월 31일 - 하민 <Rewind> 
티저 영상
 공개
```

### 2022년
```
* 1월 2일 - 승현 <Rewind> 콘셉트포토 공개
* 1월 2일 - Double.D <Rewind> 콘셉트포토 공개
* 1월 2일 - 하민 <Rewind> 콘셉트포토 공개
* 1월 3일 - 태웅 <Rewind> 
티저 영상
[
깨진 링크
(
과거 내용 찾기
)
]
 공개
* 1월 3일 - Bon <Rewind> 
티저 영상
[
깨진 링크
(
과거 내용 찾기
)
]
 공개
* 1월 4일 - 태웅 <Rewind> 콘셉트포토 공개
* 1월 4일 - Bon <Rewind> 콘셉트포토 공개
* 1월 5일 - 단체 <Rewind> 
티저 영상
 공개
* 1월 6일 - 단체 <Rewind> 콘셉트포토 공개
* 1월 7일 - 앨범 <Rewind> 12:00PM M/V, 음원 발매
* 1월 7일 - KBS2 
뮤직뱅크

* 1월 8일 - 널 찾으러 갈게(Find You) - 응원법 공개
* 1월 9일 - SBS 
인기가요

* 1월 24일 - Arirang Radio <Super K-Pop>
* 1월 28일 - KBS2 
뮤직뱅크

* 1월 30일 - SBS 
인기가요

* 2월 7일 - Arirang TV 
Simply K-Pop
 506회(스트리밍) 507회(사전녹화)
* 2월 10일 - Mnet 
엠 카운트다운

* 2월 11일 - Arirang TV 
Simply K-Pop

* 2월 18일 - Arirang TV 
Simply K-Pop

* 3월 20일 - 청공소년 Rewind 온라인 사인회
* 4월 29일 - US Fanmeet [BZ-PASS] 미국 달라스 팬미팅
* 5월 1일 - US Fanmeet [BZ-PASS] 미국 뉴욕 팬미팅
* 5월 4일 - US Fanmeet [BZ-PASS] 미국 올랜도 팬미팅
* 5월 6일 - US Fanmeet [BZ-PASS] 미국 덴버 팬미팅
* 5월 8일 - US Fanmeet [BZ-PASS] 미국 로스앤젤레스 팬미팅
* 12월 16일 - 2022 Japan Live Tour <Rewind> / Tokyo
```

### 2023년
```
* 1월 1일 - 2023 Japan Live Tour <Rewind> / Tokyo (~3/11)
* 3월 12일 - 2023 Japan Live Tour <Rewind> / Tokyo (막공)
* 3월 12일 - 2023 Tokyo Live 팬싸인회
* 4월 28일 - K-lovers Fes Vol.17 <Osaka>
* 4월 29일 - 청공소년 오사카 팬미팅 <Minamihorie>
* 4월 30일 - 청공소년 오사카 팬미팅 <Villeboa>
```